# G-Eclipse
g-Eclipse je integrovaná open source softwarová platforma založená na vývojovém prostředí (neboli IDE) Eclipse, určená pro uživatele Gridu. Důležitým účelem g-Eclipse je sloužit jako základní aplikace nejen pro uživatele Gridu, ale i jeho operátory a také vývojáře Gridových aplikací, bez ohledu na to, jaké middleware je daným uživatelům Gridu k dispozici.
Využitím Eclipse pluginové architektury, g-Eclipse rozšiřuje základní funkčnosti a vizuální interface Eclipse, poskytnutím rozšiřujících modulů neboli pluginů, které umožňují uživatelům přístup k existujícím Gridovým infrastrukturám. Například, poskytnuta je funkčnost pro deployment neboli nasazení Gridových úloh a řízení a vývoj Gridových aplikací.
Základem této adoptované pluginové architektury je stanovení tzv. extension points, které umožňují vývojářům rozšířit funkčnost g-Eclipsového modulu, jako je například integrace dalšího middleware.
g-Eclipse je nejen oficiálním Eclipse Foundation projektem, ale především je to také projekt financován Evropskou komisí šestého rámcového programu EU a aktivně se na jeho vývoji podílí konsorcium osmi členů: Forschungszentrum Karlsruhe Archivováno 4. 4. 2008 na Wayback Machine. (Německo), Poznan Supercomputing and Networking Center (Polsko), Johannes Kepler University Linz (Rakousko), University of Cyprus (Kypr), Innoopract Gmbh (Německo), University of Reading (Velká Británie), IT Innovation Centre, University of Southampton (Velká Británie) a NEC Laboratories Europe (Německo).

## Vlastnosti
g-Eclipse poskytuje tři odlišné náhledy:
- uživatelský náhled - dnešní uživatelé Gridu nemají podrobnou znalost o Gridových technologiích. Z tohoto důvodu nabízí g-Eclipse náhled určený právě pro tyto uživatele, který se skládá jen z těch nejdůležitějších částí. V tomto náhledu mohou uživatelé jednoduše spustit svoji aplikaci v Gridovém prostředí neboli 'na Gridu', monitorovat průběh exekuce této aplikace a řídit své datové soubory živě, tj. přímo na Gridu.

- náhled pro operátory - naopak operátoři Gridu mají zase podrobnou znalost Gridové infrastruktury. Proto je nutné, aby tento náhled byl vybaven příslušenstvím pro řízení nejen lokálních prostředků/zdrojů, ale také těch, které jsou poskytovány tzv. virtuálními organizacemi, jejichž jsou tito operátoři členy.

- náhled pro vývojové pracovníky - vývojoví pracovníci Gridových aplikací jsou experti na programování gridových aplikací, ale nemusí se podrobně vyznat jak v Gridové technologii, tak ani v Gridové infrastruktuře. Proto je záměrem náhledu určeného pro vývojové pracovníky poskytnout příslušné pomůcky pro vývoj programů (via JDT/CDT atd.), pro debuggování, a pro nasazení aplikací.

## Podporované middleware
Vzhledem k tomu, že program g-Eclipse byl navržen jako model nezávislý na middleware, musí se uskutečnit podpora různých Gridových middleware systémů. Nyní provádí g-Eclipse plnou podporu pro gLite middleware. Pro užití gLite poskytuje g-Eclipse plugin pro řízení virtuálních organizací, Gridových zadání (tzv. jobů) a souborů, monitorování Gridové infrastruktury a Gridových aplikací, nasazení Gridových aplikací, vizualizaci dat a také sestavování toků úloh (tzv. workflows).
Implementace druhého middleware GRIA je také již dokončena. K tomu byly navíc během velice krátké doby vytvořeny plugins na podporu zřizování a užívání 'cloud computing' zdrojů z Amazon Elastic Compute Cloud (EC2) a Simple Storage Service (S3).